# Triangle de Penrose

Exemple de construction du triangle de Penrose dans la réalité (cassure).

Le triangle de Penrose, aussi connu sous le nom de tripoutre ou de tribarre, est un objet impossible conçu par le mathématicien Roger Penrose dans les années 1950. C’est une figure importante dans les travaux de l’artiste Maurits Cornelis Escher.
Cette figure est décrite pour la première fois en 1934 par Oscar Reutersvärd (1915-2002). Elle est redécouverte par Penrose qui en publie le dessin dans le British Journal of Psychology en 1958. La tripoutre ne peut exister que sous la forme d’un dessin en deux dimensions ou dans des espaces non-euclidiens. Il représente un objet solide, fait de trois poutres carrées s’entrecroisant. Ce concept peut être étendu à d’autres polygones, donnant, par exemple le « cube de Penrose », mais l’effet d’optique n’est pas aussi frappant.

## Formation du triangle de Penrose à partir de figures partielles

Formation du triangle de Penrose (à droite) à partir de deux figures partielles réelles perceptibles

Si vous déplacez la partie gauche de la figure parallèlement à la droite jusqu'à ce que son bord horizontal supérieur coïncide avec le bord horizontal supérieur de la partie médiane de la figure, le triangle de Penrose (à droite) est créé en superposant les deux parties.
Les deux premières vues partielles du triangle de Penrose sont perceptibles individuellement, tandis que le triangle de Penrose résultant représente une figure impossible.

## Sculptures d'une tripoutre
|  |

Plusieurs tentatives de créer un objet solide qui ressemble au triangle de Penrose ont plus ou moins abouti. De telles formes peuvent soit être courbées soit avoir une cassure ; mais, vues sous un certain angle, elles donnent l’illusion du triangle complet.
On peut ainsi découvrir :
- un montage en bois à Perth, en Australie, basé sur une cassure ;
- un montage en acier du même type au Parc des sciences de Grenade, en Espagne ;
- un objet aux barres vrillées, à Ophoven, en Belgique ;
- les réalisations de Francis Tabary, prestidigitateur français. Elles sont basées sur des jeux d’ombre et de lumière et ont l’intérêt de rester visibles sous différents angles.

## Utilisation
Le triangle de Penrose peut être utilisé en décoration.
Il a été repris par diverses marques pour en faire leur logotype, comme Palace Skateboards.